# Пугачівка (Білоцерківський район)
Пугачі́вка — село в Рокитнянській селищній громаді Білоцерківського району Київської області України. Населення становить 387 осіб.

## Історія

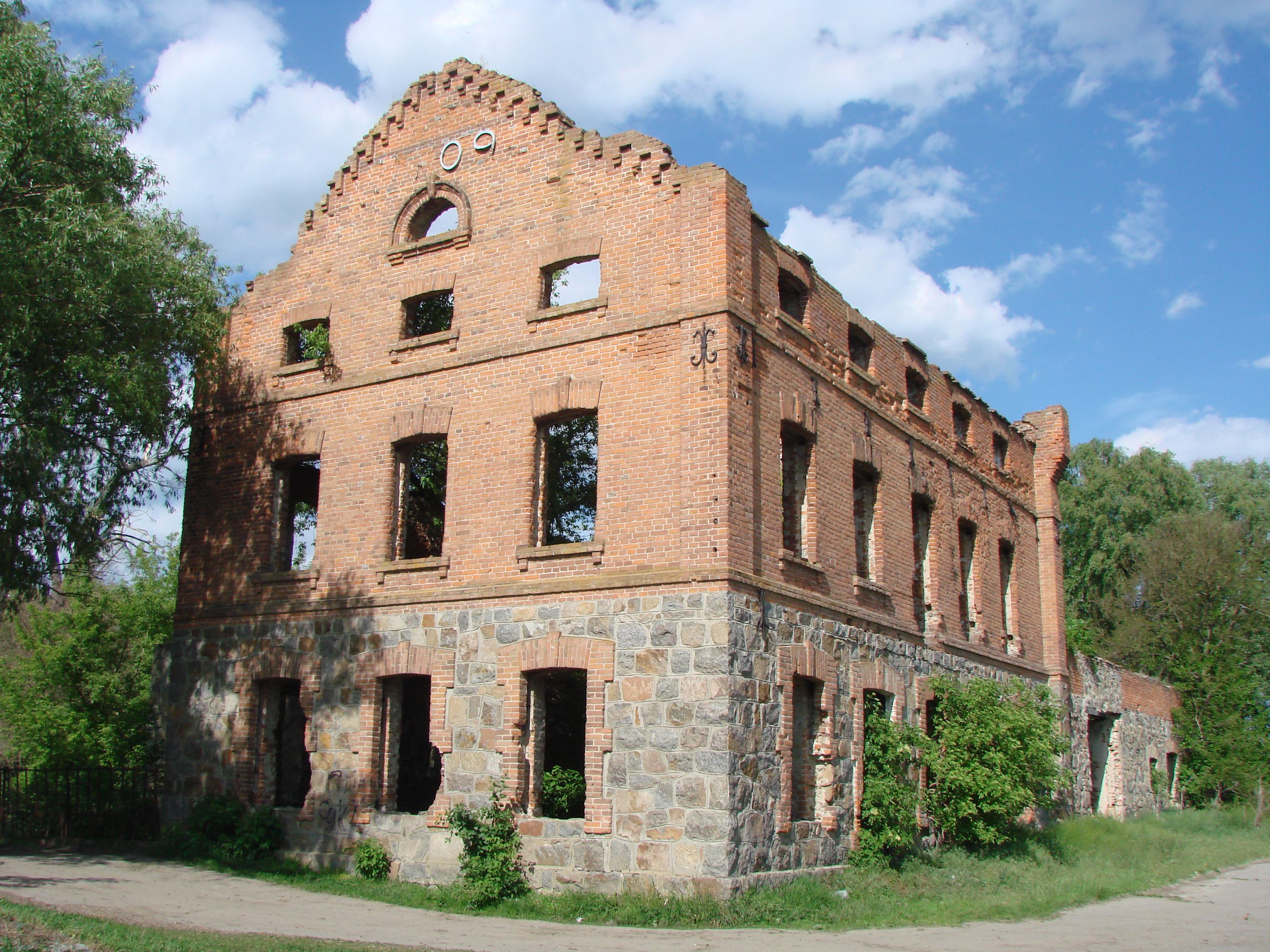
Водяний млин Є. Оржеського

Народна етимологія пов'язує назву та походження населеного пункту з О.І.Пугачовим: "Колись в давнину в урочищі «Старі Сухоліси» була фортеця, в якій було військо на чолі з Пугачовим. Після закінчення боїв Пугачов з частиною війська поїхав, а деякі залишилися тут жити. Цих людей називали пугачами і це поселення стало називатися Пугачівкою." Варто зазначити, що прізвище Пугачов походить від діда Омеляна Івановича - Михайла Пугача який проживав в українській станиці Зимовійській. Ймовірно Пугачі мають спільне коріння з першими поселенцями с.Пугачівка. Прізвище Пугач найбільш поширене на Волині, зокрема в Камінь-Каширському районі Волинської області.
Станом на 1885 рік у колишньому власницькому селі Острівської волості Васильківського повіту Київської губернії мешкало 553 особи, налічувалось 85 дворових господарств, існували православна церква та постоялий будинок.
Колись візитівка села - водяний млин збудований 1909 року. Діяв до 1950-х р.р., після чого використовувався як склад. Наразі – руїна і звалище.
За переписом 1897 року кількість мешканців становила 881 особи (439 чоловічої статі та 442 — жіночої), з яких 863 — православної віри.

## Населення

### Мова
Розподіл населення за рідною мовою за даними перепису 2001 року:
| Мова       | Відсоток |
| ---------- | -------- |
| українська | 98,97%   |
| російська  | 1,03%    |

## Відомі особи
Випускники Пугачівської восьмирічної школи:
- Шеремет Марія Купріянівна — доктор педагогічних наук, професор, завідувач кафедри логопедної науки педагогічного університету ім. Драгоманова, провідний вчений в галузі дефектології, автор біля 10-ти підручників монографій, методичних посібників.
- Литвин Любов Петрівна — кандидат фіологічних наук, доцент, викладач кафедри мовознавства педагогічного університету ім. Драгоманова.
- Осадчий Іван Григорович — доктор педагогічних наук, автор близько 200  наукових публікацій.
- Павленко Анатолій Григорович — воїн-афганець, нагороджений орденом Червоної Зірки та медаллю «За бойові заслуги».
- Павленко Дмитро Петрович (1984—2016) — сержант Збройних сил України, учасник російсько-української війни.
- Капленко Василь Петрович — учасник бойових дій Другої Світової війни, кавалер 3-х орденів Слави I, II, III ступенів.
- Клепатський (Клепацький) Павло Григорович (12 січня 1885 — після 1938) — історик, педагог, член Української Центральної Ради.